# Černohorština
Černohorština (crnogorski jezik, cyrilicí црногорски jезик) je normativní varieta srbochorvatštiny používaná hlavně Černohorci a je oficiálním jazykem Černé Hory. Černohorština vychází z nejrozšířenějšího dialektu srbochorvatštiny, štokavštiny, konkrétněji z východohercegovinského dialektu, který je také základem standardní chorvatštiny, srbštiny a bosenštiny.
Jazyk Černé Hory se historicky a tradičně nazýval buď srbský nebo černohorský. Myšlenka standardizovaného černohorského standardního jazyka odděleného od srbštiny se objevila v 90. letech během rozpadu Jugoslávie prostřednictvím zastánců nezávislosti Černé Hory na Státním svazu Srbska a Černé Hory. Po ratifikaci nové ústavy dne 22. října 2007 se černohorština stala oficiálním jazykem Černé Hory.
Ovšem při sčítání obyvatel v Černé Hoře o 4 roky později 42 % deklarovalo jako svůj mateřský jazyk srbštinu, zatímco černohorštinu jen 37 % (řada obyvatel Černé Hory se ani nepovažuje za Černohorce, nýbrž za Srby, ve sčítání obyvatel se k této národnosti přihlásilo 28,7 % obyvatel, k černohorské 45 %). 

## Úřední jazyk
Jazyk zůstává v Černé Hoře přetrvávajícím problémem.
Při sčítání lidu v roce 1991 se drtivá většina občanů Černé Hory, 510 320 nebo 82,97 %, prohlásila za mluvčí tehdejšího oficiálního jazyka: srbochorvatštiny. Dřívější sčítání lidu z roku 1981 také zaznamenalo srbochorvatsky mluvící většinu. V prvních komunistických sčítáních lidu však drtivá většina obyvatel prohlásila za svůj rodný jazyk srbštinu. Tak tomu bylo i v případě prvního zaznamenaného sčítání lidu v Černé Hoře v roce 1909, kdy přibližně 95 % obyvatel Černohorského knížectví prohlásilo za svůj rodný jazyk srbštinu. Podle ústavy Černé Hory je úředním jazykem republiky od roku 1992 srbština štokavského (ijekavského) standardu.
Po druhé světové válce až do roku 1992 byla úředním jazykem Černé Hory srbochorvatština. Předtím, v předchozím černohorském knížectví, se používaný jazyk nazýval srbština. Srbština byla oficiálně používaným jazykem v komunistické Černé Hoře, dokud nebyla v roce 1950 přijata novosadská dohoda a srbochorvatština byla zavedena do ústavy Socialistické republiky Černá Hora v roce 1974. Od roku 2004 se objevují organizace propagující černohorštinu jako samostatný jazyk když Demokratická strana socialistů Černé Hory zavedla používání tohoto termínu. Nová ústava přijatá dne 19. října 2007 považovala černohorský jazyk za úřední jazyk Černé Hory.
Poslední sčítání lidu v Černé Hoře proběhlo v roce 2011. Podle něj 36,97 % obyvatel (229 251) uvedlo, že jejich rodným jazykem je černohorština a 42,88 % (265 895) prohlásilo za rodný jazyk srbštinu.
Mijat Šuković, prominentní černohorský právník, napsal návrh znění ústavy, který prošel ústavním výborem parlamentu. Šuković navrhl, aby byla černohorština prohlášena za oficiální jazyk Černé Hory. Benátská komise, poradní orgán Rady Evropy, se k návrhu ústavy stavěla vesměs kladně, ale neřešila jazykové a církevní otázky a označila je za symbolické. Nová ústava ratifikovaná 19. října 2007 prohlásila černohorštinu za oficiální jazyk Černé Hory, ale do jisté míry uznala i albánštinu, bosenštinu, chorvatštinu a srbštinu.
Vládnoucí Demokratická strana socialistů Černé Hory a Sociálně demokratická strana Černé Hory stojí za prostým uvedením černohorštiny jako oficiálního jazyka země, ale proti této politice se staví Socialistická lidová strana Černé Hory, Lidová strana, Demokratická srbská strana, Bosňácká strana a Hnutí pro změny, jakož i koalice Srbské listiny v čele se Srbskou lidovou stranou. Referendum však nebylo potřeba, protože pro ústavu hlasovala dvoutřetinová většina parlamentu, včetně vládní koalice, Hnutí pro změny, Bosňáků a liberálů, zatímco prosrbské strany hlasovaly proti a albánská menšinová strana se zdržela hlasování. Ústava byla ratifikována a přijata dne 19. října 2007 a uznala černohorštinu za úřední jazyk Černé Hory.
Paragraf 13. černohorské Ústavy upřesňuje jako úřední jazyk v Černé Hoře černohorštinu a varianty jak v latince, tak v cyrilici mají rovnocenné postavení.
Vláda Černé Hory na svém zasedání 10. července 2009 obnovila a uznala nový, standardizovaný, pravopis černohorštiny, přičemž byla přijata dvě nová písmena a dvě nové souhlásky. Původně existovaly návrhy na zavedení ještě jedné (znak З, výslovnost [ʣ]), které nakonec byly zamítnuty (v řadě dialektů v oblastech Černé Hory, jižního Srbska a dnešní Severní Makedonie je však tato souhláska široce rozšířena). V prosinci 2017 byl černohorštině udělen mezinárodní kód ISO 639-2 cnr.
Podle průzkumu mezi 1 001 občany Černé Hory, který provedla Matica crnogorska v roce 2014, byly jazykové demografické údaje:
- 41,1% černohorština
- 39,1% srbština
- 12,3% srbština, černohorština, bosenština, chorvatština a srbochorvatština (jako jeden a tentýž jazyk)
- 3,9% srbochorvatština
- 1,9% bosenština
- 1,7% chorvatština

Podle průzkumu z počátku roku 2017 se 42,6 % občanů Černé Hory rozhodlo pro srbštinu jako svůj rodný jazyk, zatímco 37,9 % pro černohorštinu.
Vyhlášení černohorštiny jako jejich rodného jazyka se neomezuje pouze na etnické Černohorce. Podle sčítání lidu v roce 2011 část dalších etnických skupin v Černé Hoře také prohlásila, že je jejich rodným jazykem černohorština. Nejotevřeněji Matica Muslimanska vyzvala muslimy žijící v Černé Hoře, aby pojmenovali svůj rodný jazyk jako černohorský.

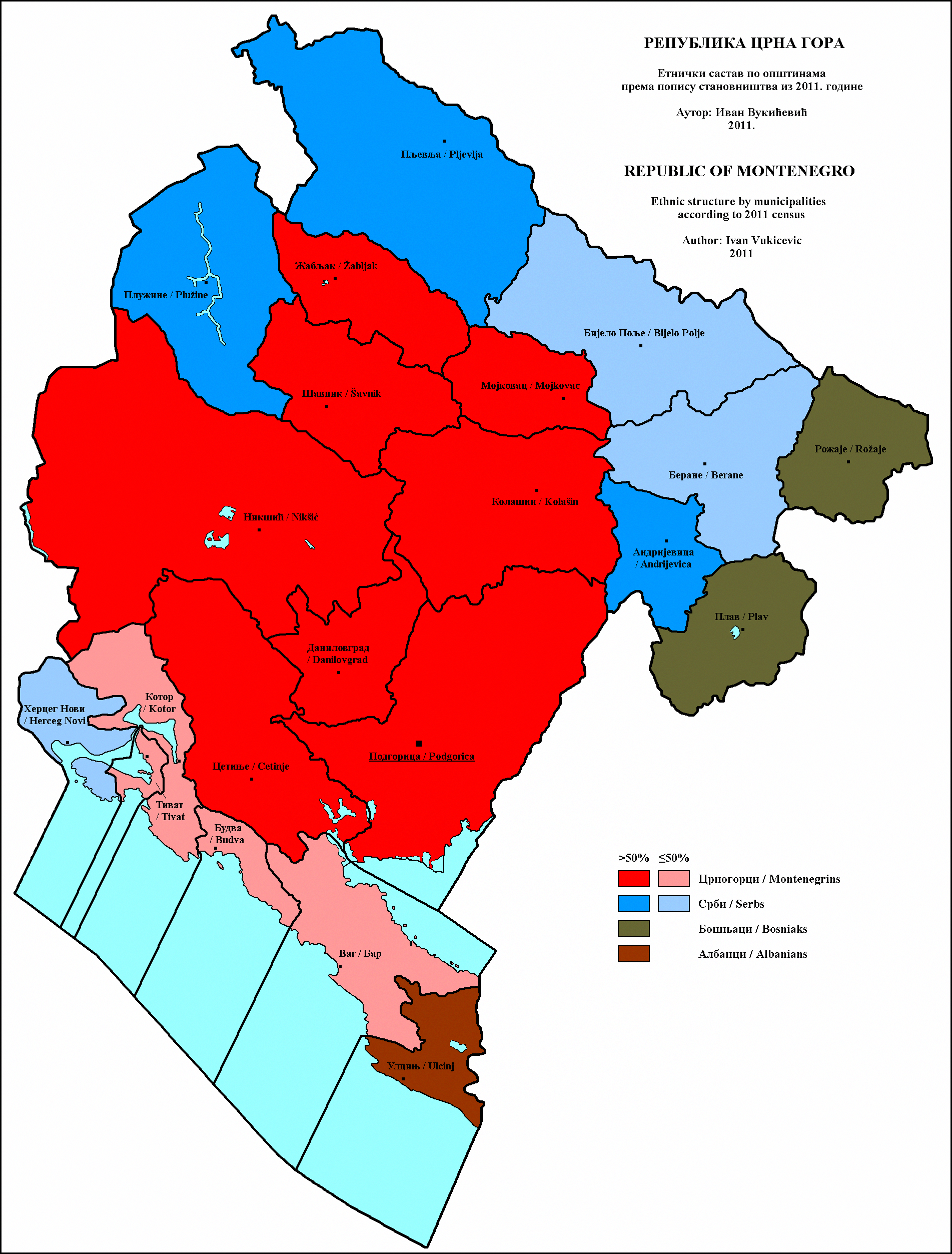
Etnická struktura podle obcí.
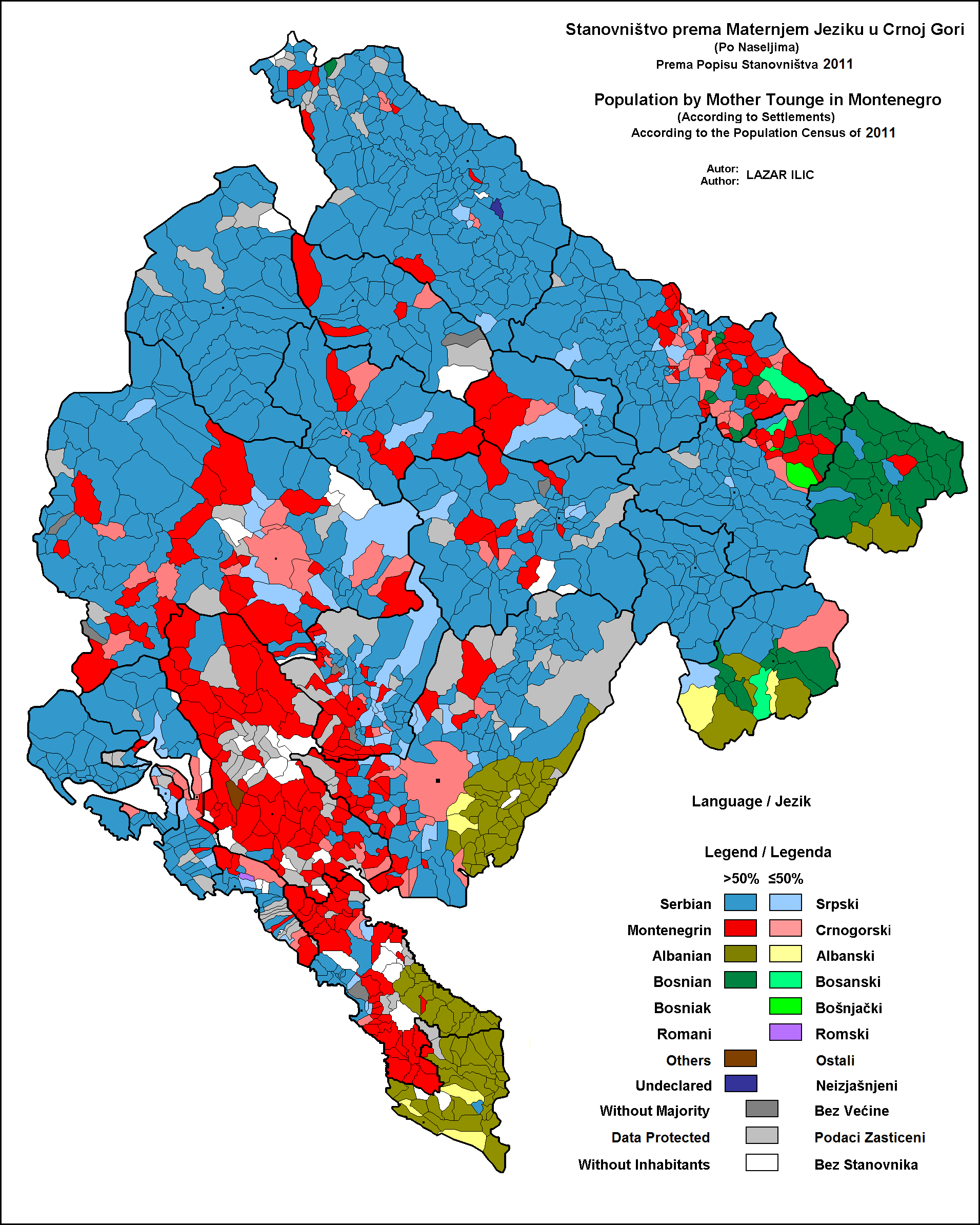
Jazyková struktura podle sídel.
Jazyková struktura podle obcí.
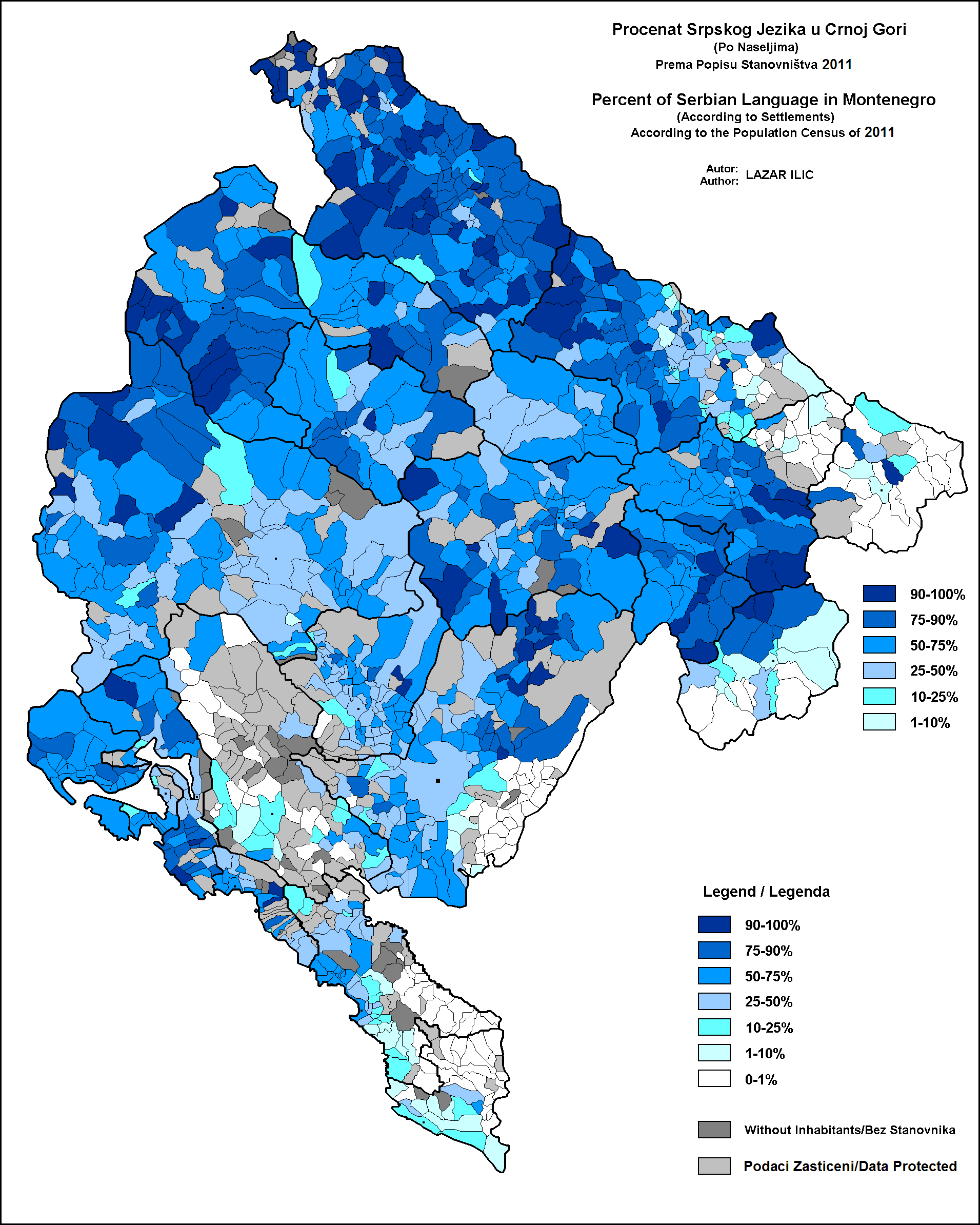
Srbština podle sídel.
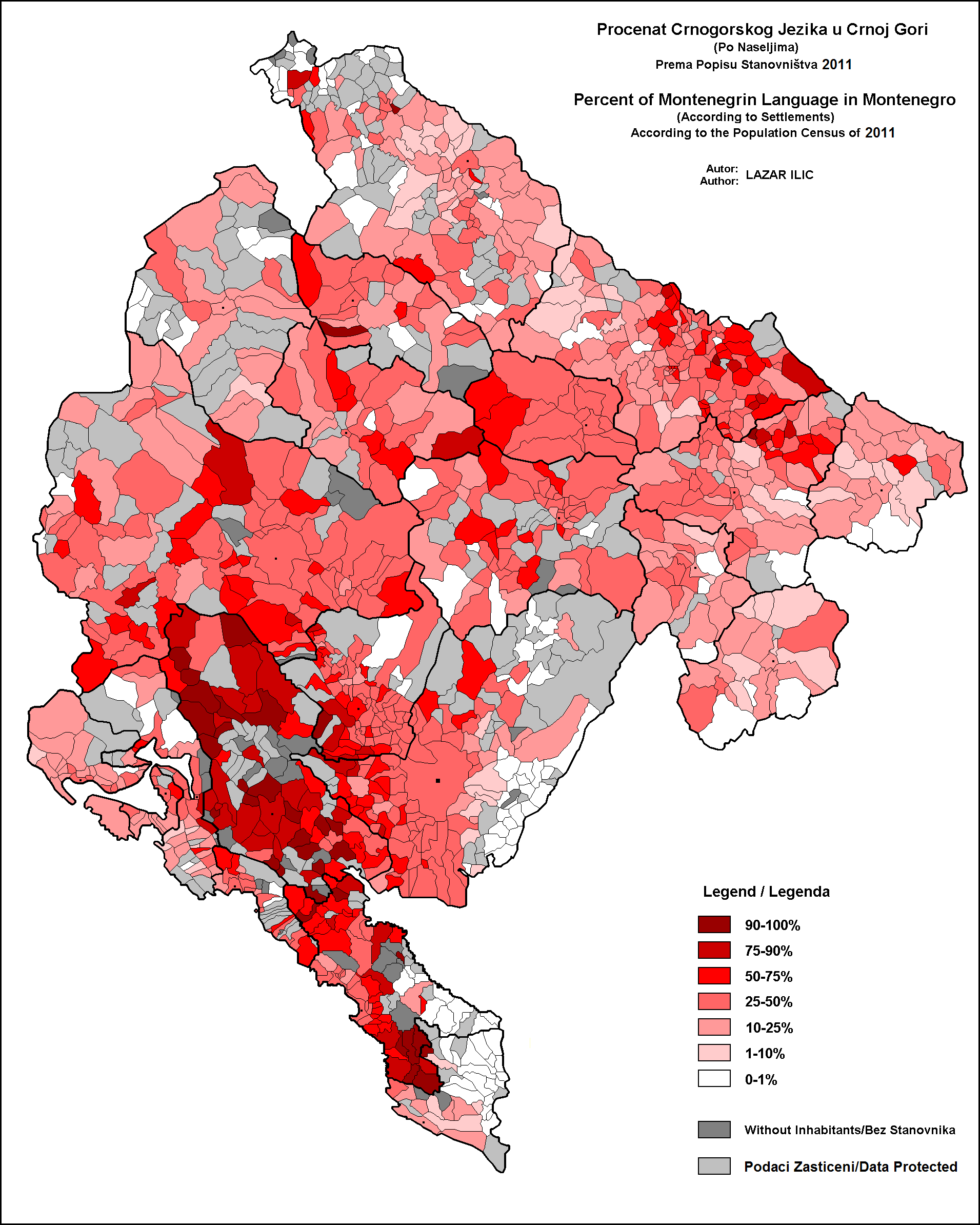
Černohorština podle sídel.
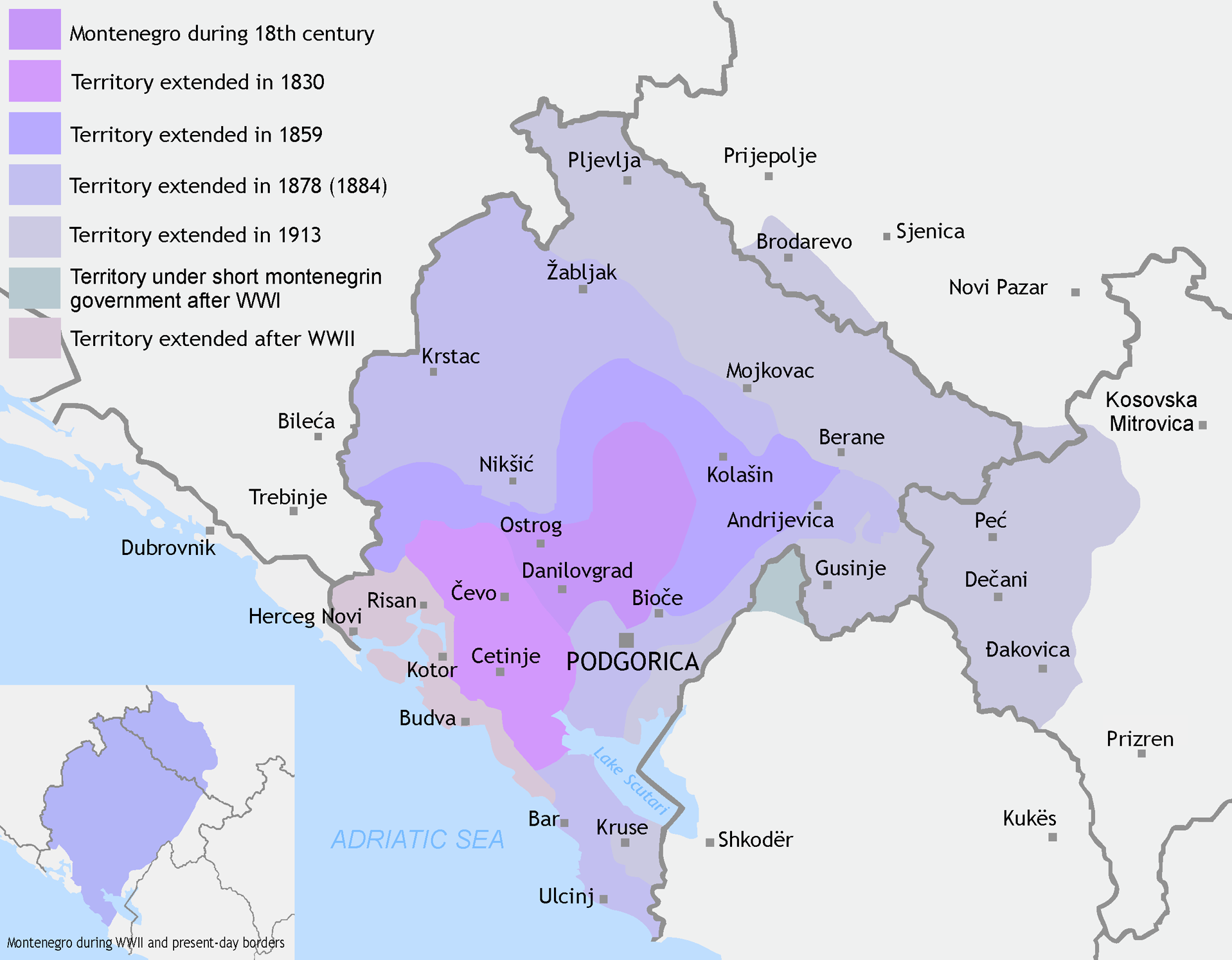
Expanze Černé Hory: oblast Staré Černé Hory znázorněná v nejtmavším odstínu (18. století)
Výsledky referenda o nezávislosti dle obcí.

## Historie

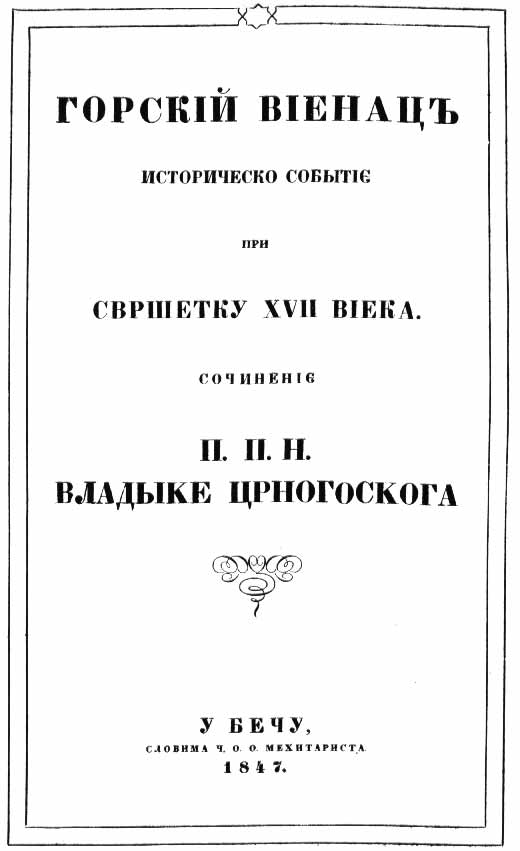
Plakát na představení Gorski vijenac psaný v Černohorštině

Samotný termín černohorský jazyk použil poprvé francouzský autor, plukovník Vialla de Sommieres, ve svém dvoudílném cestopisu z roku 1813 Voyage historique et politique au Montenegro, který byl publikován v roce 1820.
Vuk Stefanović Karadžić ve svém díle v němčině Montenegro und die Montenegriner z roku 1837 kde označuje slova Sommiera za nepravdivá, jelikož „on označil jest černohorský jazyk za dialekt jazyka Řeckého“. V samém díle Karadžić vysvětluje, že „Černohorci sice patří k srbské větvi řeckého zákona“ (řeckého (pravoslavného) vyznání). Srbský spisovatel Ljubomir Nenadović ve svém známém díle O Černohorcích z roku 1856 oznamuje, že při své návštěvě Černé Hory v polovině 19. století usoudil, že Černohorci mluví svým černohorským jazykem. Nenadović ještě napsal, že se v černohorských školách vyučuje srbština a tudíž v budoucnu lze očekávat rozdíly v těchto jazycích a že prý za sto let budou rozdíly ještě větší, než jsou mezi španělštinou a portugalštinou. Také se zmiňuje o své návštěvě města Cetinje, kde přesvědčoval své černohorské kolegy, aby „zavedli ten krásný jazyk, do kterého Bible přeložena jest a kterým se mluví a píše dnes v Bělehradu a Novém Sadu. Tento jazyk, na kterém se doteď nejvíce psalo a překládalo, bude navždy srbským literárním jazykem. Neříkám, který z jazyků je lepší, jen připomínám, aby se kvůli literární jedinečnosti, menšiny přidružily k většinám, a aby všichni kteří na sobě srbské jméno nosí, měli tímto jazykem mluvit a psát“. Kolegové z Cetinje ho naprosto ignorovali a jeho slova označili za bláboly.
Maďarský autor Jozsef Bajza ve svém díle Černohorská otázka (A montenegrói kérdés) z roku 1927 napsal: „Válka Černohorců s Turky, válka, jež trvala pět století, Černohorce izolovala od zbytku světa a zahnala je do strmých a nepřístupných roklí. Proto byli Černohorci izolováni i lingvisticky. Jejich jazyk se rozvíjel nezávisle a dostal vlastní, originální, znaky. Dokonce i v jazyce je manifestována státní a nacionální nezávislost Černé Hory.“ Jako první z černohorských elitních vědců požadoval Radoje Radojević zavedení mateřského, černohorského, jazyka do Ústavy a školství (koncem '60. let 20. století). Lingvista dr. Vojislav Nikčević během '90. let publikoval hodně, po sobě jdoucích děl, kde zkoumal pověst černohorského jazyka a pokusil se o jeho první kodifikaci. Zvláštnost černohorského jazyka podpořil i 62. Kongres mezinárodního PEN-a (Perth, Austrálie, 1995), kdy byly speciální revolucí pozvány '„srbský a černohorský stát, ve jméně povinností a principů obsažených v Chartě UN, UNESCO-a a PEN-a, kvůli ochraně a promoce lingvistických a kulturních prav všech obyvatel Černé Hory.“
Během existence socialistické Jugoslávie byla otázka jazyková otázkou klíčovou. Komunistické vedení se pokoušelo za každou cenu všechny projevy jazykového separatismu umlčovat buď silou, nebo pokusem o dohodu. Největší problém však byl především ve vztazích chorvatsko-srbských, nikoliv srbsko-černohorských. Černohorci z různých důvodů označení „černohorský jazyk“ pro svoji řeč nepoužívali a otázka samostatného černohorského jazyka byla nastolována podstatně méně častěji, než v případě např. chorvatštiny.
Černohorský autor Borislav Jovanović ve své knize Černohorská literární zdvořilost z roku 2005 konfrontoval dlouhodobou koncepci jazykového unitarismu, který podporovala především srbská strana: '„'Na černohorský jazyk se lidé ještě dívají jako na nějaký jazykový diluviál, na varianty a podvarianty, provincialismy, černohorismy – vše v souladu s unitárními a asimilátorskými filologickými koncepcemi. Přitom černohorský jazyk není, i přes zapírání, jazyk vyčerpaný či naopak mrtvý jazyk. Naopak, jedná se jazyk holosterický, živý. Přečkal vše, co se mu stalo za posledních 100 let. I toto mluví v jeho prospěch o jeho živosti. ... To, co není uložené v živé, mluvené řeči (a je skoro všechno), je uloženo v knihách. Živá jazyková praxe v Černé Hoře je charakteristická v pohledu návratu původní ijekavštiny, což je skutečný základ černohorského jazyka. Černohorští spisovatelé odkázali národu svůj jazyk, dali mu a dávají jeho nespornou vědeckou a nacionální legitimitu. A tak černohorský jazyk nezůstal bez svého domova; jeho literární využití se stalo jeho nejeminentnější citadelou. Svou mateřskou paměť zanechal jazyk právě na stránkách psané a mluvené literatury. Čím více byl utlačován, tím více byl oživován a tím více se ozýval a černohorští spisovatelé věřili v jeho nezničitelnost, věřili ve svůj mateřský jazyk.„srbský a černohorský stát, ve jménu povinností a principů obsažených v Chartě UN, UNESCO-a a PEN-a, kvůli ochraně a promoci lingvistických a kulturních práv všech obyvatel Černé Hory.“' Teprve v roce 2003, vlastně poprvé, během soupisu (v rubrice ostatní jazyky, vedle úřední srbštiny) bylo možné vyjádřit se a prohlásit černohorštinu za svůj mateřský jazyk. Přes 144 000 obyvatel Černé Hory, neboli přes 22 %, uznává nyní jako svůj mateřský jazyk černohorský.

## Abeceda
Černohorština, na rozdíl od jiných jihoslovanských jazyků, má celkově 32 grafémů a fonémů (nejvíce ze všech jihoslovanských jazyků).
Ke 30 grafémům a fonémům, které jsou společné i pro ostatní západní jihoslovanské jazyky, má ještě měkké Š (foném získaný spojením S a J, označení Ś) a měkké Ž (foném získaný spojením Z a J, označení Ź). Tyto fonémy má černohorština již od 16. století a jsou výsledkem procesu, který je znám jako tzv. ijekavská jotace (proces, který zachvátil řadu nářečí jižních Slovanů, avšak pouze v Černé Hoře a některých oblastech jihu Hercegoviny vedl k vzniku nových hlásek.
Ś a Ź jsou lingvistickým dědictvím dvou dialektů černohorského jazyka: zetsko-sjenického a východohercegovinského, které v jiných oblastech srbochorvatského jazykového prostoru nedominují a jsou z něj vytlačovány.
| latinka: cyrilice: | A | B | C | Č | Ć | D | Dž | Đ | E | F | G | H | I | J | K | L | Lj | M | N | Nj | O | P | R | S | Š | Ś | T | U | V | Z | Ž | Ź  |
| latinka: cyrilice: | A | Б | Ц | Ч | Ћ | Д | Џ  | Ђ | E | Ф | Г | Х | И | J | К | Л | Љ  | M | H | Њ  | O | П | P | C | Ш | С́ | T | У | B | З | Ж | З' |

## Charakteristiky
První (a z češtinářského pohledu nejdůležitější) rozdíl mezi černohorštinou a češtinou jsou I/Y. V černohorštině měkké I nezměkčuje, používá se jako Y (s tím, že v černohorštině ypsilon neexistuje). Příklady: snijeg [čteme: snyje:g] (sníh), dijete [čteme: dyje:te] (dítě), tijesto [čteme: tyje:sto].
S tím je spojen další problém oproti češtině; v černohorštině neexistují čárky nad samohláskami, délku a její zapamatování zvládají rodilí mluvčí a ostatní jižní Slované, ale pro všechny, kteří se učí černohorštinu, správné zapamatování délky může být problém. Např.: Sava (Sa:va – řeka Sáva), glagol (gla:gol – sloveso), rijeka (rije:ka – řeka) atd.
Černohorský jazyk má dva dialekty: východohercegovinský dialekt na západě a severo-západě a zetsko-sijenický
dialekt na zbytku území. Černohorský jazyk má zvláštní typ ijekavice (jeden z rozdílů oproti srbštině i chorvatštině). Černohorský jazyk se rozvíjel za unikátních podmínek[zdroj?] a proto je jedinečný kvůli své socio-lingvistické entitě; zároveň má své fonologické, morfologické, pravopisné a další literární jedinečnosti oproti jiným jihoslovanským jazykům.
V oblasti Černé Hory bylo mnohem důslednější tzv. Ijekavské jotování (písmeno J (jot) + další písmeno). Ve srovnání se standardní srbštinou byly jotovány i hlásky Š a Ž a vznikly tak jejich měkčí varianty – Ś a Ź.
Např. D a J vždy dávají Đ (dj); d+ź); příklady: đevojka (dívka), niđe (nikde), poneđeljak (pondělí), ovđe (tady), đed (děd). Možnost jotování existuje i u písmena C; C a J dávají Ć (odpovídá polskému Ć); příklady: ćepanica (kláda), šćeti (chtít), ćelokupni (celkový).
Zvláštní černohorská fonologická ijekavština: sijeno (seno), bijelo (bílé), nijesam (nejsem)
Zvláštní černohorská morfonologická ijekavština: ovijeh (těchto), ovijema (těmito), tijema (těmi)
Místo šestého pádu se v každodenní, hovorové černohorštině používá čtvrtý pád; např.: Živi u grad (žije v město), ćera đecu po ulica (honí děti po ulice), voda u krš (voda v skála). Černohorské dialekty jsou v řadě rysů podobné dialektům oblastí rozhraní Srbska, Severní Makedonie a Bulharska, kde lze sledovat pronikání analytických tendencí, což se projevuje především ustupováním 6. a 7. pádu a pronikání některého z prvních čtyř na jeho místo.
Osobní zájmena – já, ty – v druhém, třetím, čtvrtém a pátém pádě mají koncovku -e, takže se používá: Daj mene tu knjigu (dej mě tu knihu), nebo Tebe ću vrnuti oni dug (tebe vrátím tamten dluh).
Příklady pro nově zavedené fonémy a grafémy Ś a Ź:
Ś: śekira (sekera), śutra (zítra), śever (sever), śeme (sémě), ośetiti (ucítit), śediti (sedět), Śćepan (Štěpán). Standardní například chorvatská ijekavština používají formy bez jotace – sjekira, sjutra, sjever, sjeme, osjetit, sjediti, Stjepan.
Ź: źevati (zívat), iźutra (po ránu), źenica (zornice), iźede (vyžere hovorově), iźelica (jedlík), źapiti (zapít), Źaga (přezdívka od jména Žarko)

## Slovní zásoba
Černohorský jazyk byl dlouho ovlivněn nadvládou Osmanské říše, během které se do jazyka rozšířily tzv. turcismy, tedy přejímky hlavně v oblasti gastronomie, armády, vlastnictví majetku či státní správy. Jakmile byl turecký prvek odstraněn, začaly pronikat vlivy jiné, například německé či ruské.
Turcismy
- at (oř) z tureckého at
- avlija (dvůr)
- bakar (měď) z tureckého bakır
- boja (barva) z tureckého boya
- bubreg (ledvina) z tureckého böbrek
- bunar (studna) z tureckého pınar
- budala (hlupák) z tureckého budala
- čarapa (ponožka) z tureckého çorap
- čelik (ocel) z tureckého çelik
- dućan (obchod) z tureckého dükkân
- džep (kapsa) z tureckého cep
- jastuk (polštář) z tureckého yastık
- kat (kat) z tureckého kat
- kula (věž) z tureckého kule
- kutija (krabice) z tureckého kutu
- majmun (opice) z tureckého maymun
- pamuk (bavlna) z tureckého pamuk
- pekmez (povidla) z tureckého pekmez
- pilić (kuře) z tureckého piliç
- rakija (rakija) z tureckého rakı
- sapun (mýdlo) z tureckého sabun
- sat (hodina) z tureckého sati
- šećer (cukr) z tureckého şeker
- temelj (základ) z tureckého temel
- torba (sáček) z tureckého torba

Germanismy
- blic (blesk u fotoaparátu) z německého Blitz (blesk)
- cimer (spolubydlící) z německého Zimmer (pokoj)
- fakat (skutečnost, fakt) z německého Fakt
- fruštuk (snídaně) z německého Frühstück
- šajbna (matka – u šroubu) z německého Scheibe (kolečko)
- vic (vtip) z německého Witz

## Příklady

### Číslovky
| Černohorsky | Česky |
| jedan       | jeden |
| dva         | dva   |
| tri         | tři   |
| četiri      | čtyři |
| pet         | pět   |
| šest        | šest  |
| sedam       | sedm  |
| osam        | osm   |
| devet       | devět |
| deset       | deset |

## Vzorový text

### Všeobecná deklarace lidských práv
| černohorsky | Sva ljudska bića rađaju se slobodna i jednaka u dostojanstvu i pravima. Ona su obdarena razumom i savješću i jedni prema drugima treba da postupaju u duhu bratstva. |
| česky       | Všichni lidé se rodí svobodní a sobě rovní co do důstojnosti a práv. Jsou nadáni rozumem a svědomím a mají spolu jednat v duchu bratrství.                           |